# Trap-neuter-return

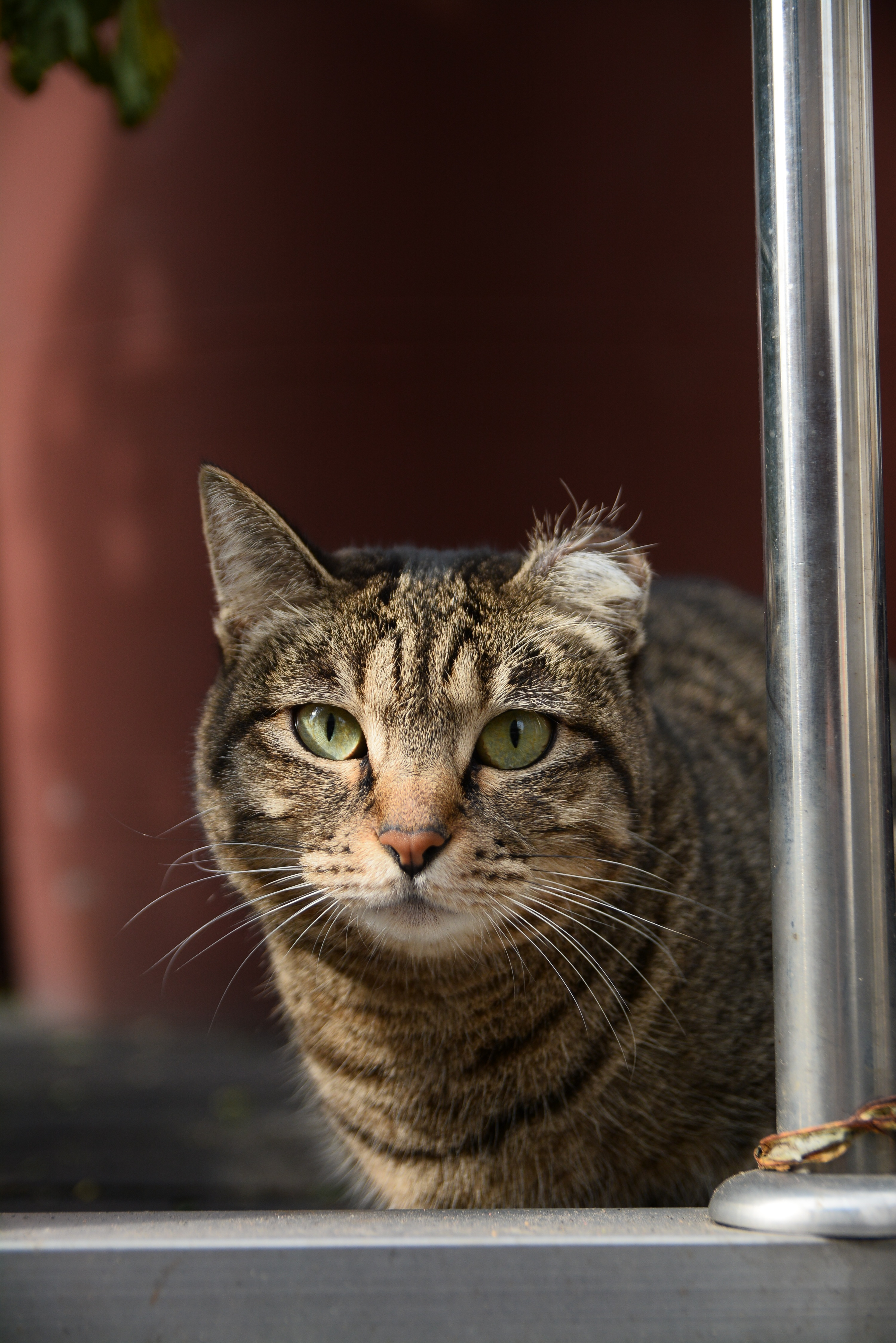
En neuterad vildkatt med klippt vänster öra.

Trap-Neuter-Return (ofta förkortat TNR) (fritt översatt: Fånga-Kastrera-Återplacera), en metod där man fångar in hemlösa katter, ger dem en hälsokontroll, kastrerar och vaccinerar dem. De katter som är förvildade får sedan återvända till sitt revir. Metoden är ett humant alternativ till avlivning, den används över hela världen och har visat sig vara framgångsrik och ekonomisk. Norge, England, Österrike, Nederländerna, Belgien, Tyskland, Kanada samt flera delstater i USA (bl.a. Alaska) är exempel på områden där TNR tillämpas.

## Metoden TNR
Mottot för Trap-Neuter-Return är ”även förvildade katter har rätt att leva”. Metoden minskar beståndet av förvildade katter men låter friska katter leva. De hemlösa katterna i en koloni fångas in. De blir kastrerade, vaccinerade, avmaskade och får veterinärvård. Kattungar och tama katter går vidare till katthem för omplacering, medan förvildade katter återplaceras i sitt revir. De blir även öronmärkta för att man ska veta vilka katter som blivit behandlade. TNR har visat sig vara en human metod för de förvildade katter som inte har någon koppling till ett liv inomhus. Det tar ofta lång tid att socialisera en förvildad katt. Den tiden kan istället läggas på att kastrera så många katter som möjligt för att bryta reproduktionscykeln.
Katterna i en TNR-koloni står under beskydd av volontärer som ser till att de får mat och mår bra. Volontärerna skriver på ett kontrakt där de förbinder sig att ta hand om katterna. I uppdraget ingår även att skyndsamt anmäla om nya okastrerade katter. Volontärerna bygger även isolerade hus till katterna. I t.ex. USA får volontärerna utbildning för sitt uppdrag. De har sedan rätt till bidrag från kommunen för kastreringskostnaden för kattkolonin.
Det som gör TNR framgångsrikt är flera samverkande faktorer. Katterna slutar att föröka sig. De stannar kvar i sitt revir och försvarar det vilket motverkar att nya katter sällar sig till kolonin. Kolonin blir långsamt mindre. Störande effekter som slagsmål, löpande honkatter och odören från sprayande hankatter upphör. Katterna får vaccin mot sjukdomar samt blir matade och kontrollerade.

## Vanliga argument för och emot metoden
De negativa rösterna hävdar att metoden är för kostsam, att det är djurplågeri att låta katterna leva ute och att katterna sprider sjukdomar till människor. De positiva hävdar att TNR-projekt är ekonomiska i längden, att rädslan för att förvildade katter skulle föra över sjukdomar till människor är starkt överdriven och att klimatet inte är ett problem då metoden används i länder med motsvarande klimat. 
Det finns undersökningar som visat att TNR kostar ca 40% av kostnaden av att döda katterna efter de konventionella metoderna:
| ” | Spaying and neutering the feral cats totalled $442,568, according to the study, substantially less than the estimated $1.1 million it would have cost to impound and euthanize the cats. | „ |
| – Kathy L.Hughes and Margaret R. Slater, College of Veterinary Medicine at Texas A & M University and Linda Haller, Hawaiian Humane Society, Journal of Applied Animal Welfare Science (Vol. 5,No. 4, 2002), | |   |